# Pazvonek chloupkatý

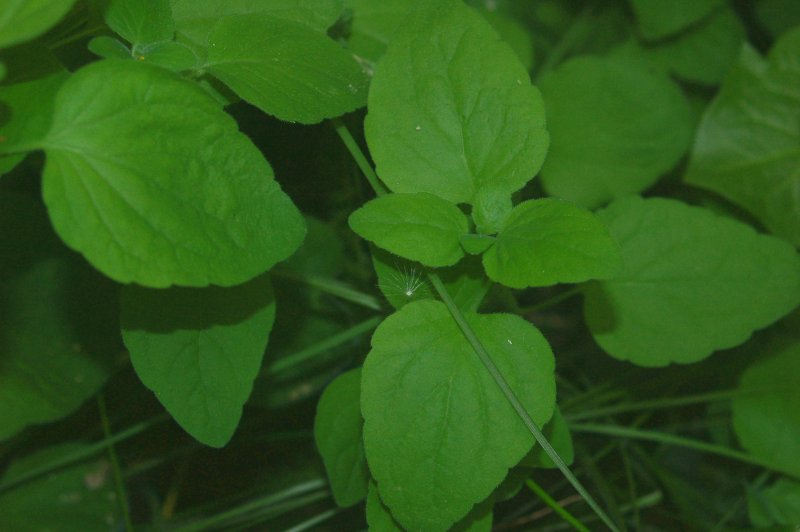
Listy

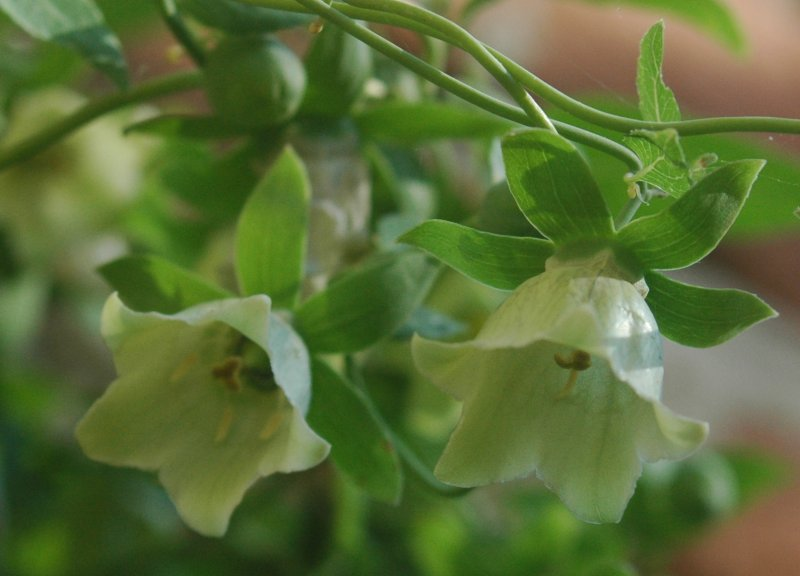
Květy

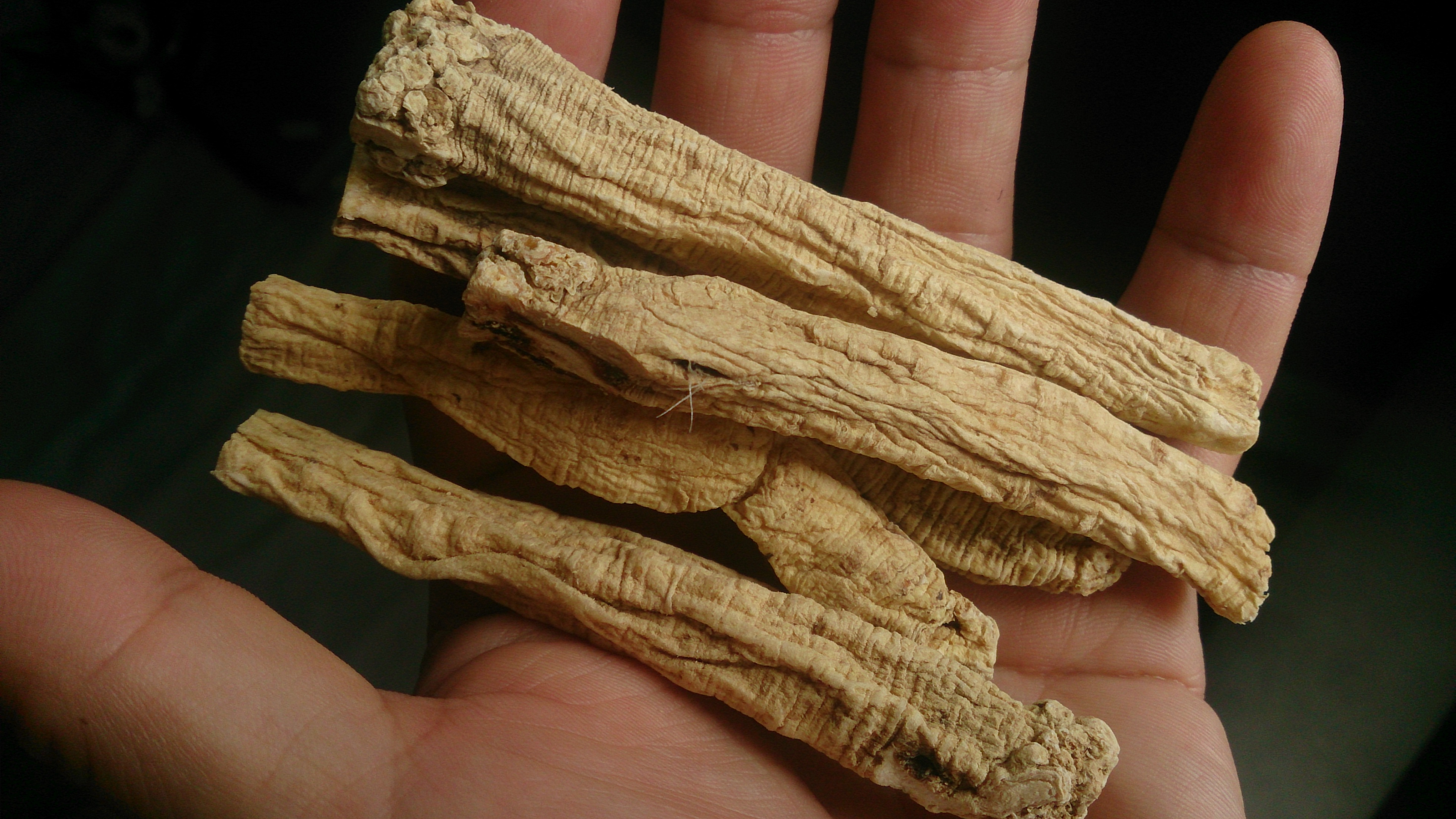
Sušené kořeny

Pazvonek chloupkatý (Codonopsis pilosula) je popínavá vytrvalá rostlina pocházející z východní Asie. Vyznačuje se dlouhou ovíjivou lodyhou s bílými až zelenožlutými zvonkovitými květy. Rostlina má hrubý kořen, který se podobá kořenu ženšenu pravému. Přisuzují se mu obdobné léčivé účinky a je proto používán v asijském lidovém léčitelství.

## Rozšíření
Tato bylina je původní druh pocházející hlavně ze střední Číny a z příhraničních oblastí Vnitřní Mongolsko a Mandžusko. Dále se vyskytuje na Korejském poloostrově a v Mongolsku. Je také rostlinou ruského Dálného východu, kde se její domovina rozprostírá hlavně v Amurské oblasti, Chabarovském kraji a v Přímořském kraji na březích Japonského moře. Druhotně byla zavlečena i na ostrovy Japonska.

## Ekologie
Roste nejčastěji ve vlhkém keřovitém porostu na březích řek a potoků, stejně jako podél okrajů listnatých lesů, nejvýše do nadmořské výšky 4000 m n. m. Rostlina není příliš náročná na půdu ani klima, má ráda vlhkou kyprou půdu a její kořen snáší mírné zimní mrazy. Pro tvar kořene, jednoduchost při pěstování a tradované léčebné účinky téměř vůči všem neduhům se mu také v Asii říká 'ženšen chudých'. Kvete v červenci a semena dozrávají v říjnu. Jednoletá bylina většinou vytváří jen krátkou lodyhu a nekvete. Počet chromozomů 2n = 16.

## Popis
Rostlina vyrůstá z tlustého vytrvalého kořene mrkvovitého tvaru a obvykle mívá pnoucí lodyhy dlouhé do 2 m, ojediněle až 3 m. Lodyhy často vyrůstají ve dvojicích a navzájem se ovíjejí. Bývají tmavě nafialovělé, mají střídavé listy a v mládí jsou řídce porostlé jemnými, později opadavými chloupky.
Z lodyh rostou postranní větve dlouhé 15 až 30 cm, na nich narůstají krátké větévky se vstřícnými listeny a mezi nimi jsou stopky jednotlivých květů. Listy s řapíkem mají čepel dlouhou až 7 cm a širokou do 5 cm, oválně vejčitou či na konci zašpičatělou, u báze srdčitou nebo zaoblenou a na vrcholu tupou. Po obvodě je list vroubkovaný, na lícní straně tmavě zelený, kdežto na rubové šedozelený a mírně chlupatý.
Jednotlivé květy na tenkých stopkách s listeny vyrůstají na koncích větviček jednotlivě, jsou pětičetné a oboupohlavné. Kalich má laloky široce kopinaté, velké 1 až 2 cm a po obvodě zvlněné. Koruna je široce zvonkovitá, ve třetině délky je rozčleněná na pět deltovitých laloků, jež bývají dlouhé až 2,3 cm a široké 2,5 cm, mají ostrý vrchol, jsou bílé až žlutozeleně zbarvené a z vnitřní strany mají fialové skvrny. Tyčinek je v květu pět, jsou volné, mají nitky vespod ztloustlé a nesou protáhlé prašníky s pylem. Spodní třídílný semeník je vytvořen ze tří plodolistů a obsahuje četná vajíčka. Krátká čnělka nese výraznou bliznu se třemi rameny. Květy jsou opylovány hmyzem.
Plod jest pouzdrosečná trojdílná tobolka, 10 až 25 mm dlouhá. Ve zralosti se otvírá otvory pod horním okrajem a vypouští četná červenohnědá semena, jež jsou eliptická, asi 1 mm dlouhá, hladká a lesklá.

## Pěstování
Pazvonek chloupkatý lze, pokud jsou k dispozici semena, vypěstovat i v podmínkách české přírody. Buďto se vysévají počátkem jara do teplého skleníku, nebo v půli května přímo na záhon. Vzešlé semenáče přesazujeme do polostínu ve sponu asi 15 × 20 cm, nejlépe do půdy propustné a dobře zásobené živinami. V prvém roce vytvářejí rostliny jen málo zelené hmoty a téměř nenasazují na květy.
Za silných mrazů není v Česku jisté spolehlivé přezimování kořenů ve venkovní půdě, proto se doporučuje před zimou kořeny vyjmout a uložit do písku ve vlhkém nemrznoucím prostředí. Druhým rokem, po přejití jarních mrazíků, se kořeny nazpět vysadí do kvalitní vlhké půdy. Dále se k ním přidá opora, po které se lodyhy postupně pnou, kvetou a vytvoří tobolky se semeny.

## Sklizeň
Jednoleté kořeny jsou sice tenké a obsahují méně léčivých látek než starší, k léčebným účelům se zpravidla používají nejméně od rostlin dvouletých. Před zimou se zbavují hlíny a podélně rozřezané se suší, pak se užívají formou odvarů nebo lihových extraktů. Předmětem sběru je kromě kořene také nať, která se používá ve formě lihové tinktury nebo nálevu.

## Význam
Největší terapeutické využití nalézá pazvonek chloupkatý v tradiční čínské medicíně a v dalších asijských léčitelstvích. Tam se extraktům z jeho kořenů přisuzuje schopnost úspěšně vyhojit téměř veškeré neduhy. Mimo jiných jsou uváděné léčebné účinky pro podporu imunity, proti rakovině, proti diabetu, omezuje vznik trombózy i pomáhá proti žaludečním vředům, používá se také na choroby srdce, plic, oběhového systému i na zažívací potíže.